# Portret van de kunstenaar en zijn vrouw in een prieel van kamperfoelie
Portret van de kunstenaar en zijn vrouw in een prieel van kamperfoelie is een olieverfschilderij van de Vlaamse kunstschilder Peter Paul Rubens uit 1609. Het is een zelfportret van de kunstenaar met zijn vrouw Isabella Brant, waarschijnlijk ter gelegenheid van hun huwelijk. Het werk bevindt zich in de collectie van de Alte Pinakothek te München.

## Context
Na een achtjarig verblijf in Italië, waar hij belangrijke opdrachten voltooide, keerde de 31-jarige Rubens in 1608 als gerenommeerd kunstschilder terug naar Vlaanderen. In 1609 werd hij benoemd tot hofschilder van de regenten Albrecht en Isabella in Brussel. Hij kreeg echter toestemming zich elders te vestigen en huwde met de achttienjarige Isabella Brant, de dochter van Jan Brant, stadssecretaris van Antwerpen. Kort daarna liet hij een huis met atelier bouwen in de Antwerpse binnenstad, waar de opdrachten direct al in groten getale binnenstroomden. De periode rond 1609-1610 verliep voor Rubens duidelijk "in voorspoed en geluk".

## Afbeelding
Portret van de kunstenaar en zijn vrouw in een prieel van kamperfoelie vertoont een mengeling van Italiaanse, Hollandse en Vlaamse barokelementen. De sobere, realistische weergave van de gelaatsuitdrukkingen doet denken aan de Hollandse meesters, maar de compositie en de decoratieve uitwerking van de kleding, doen enigszins mediterraan aan. Met name de weergave ten voeten uit was in die tijd niet gebruikelijk in zijn thuisland en kan gekoppeld worden met zijn recente verblijf in Italië. Het schilderij heeft daarentegen een vrij strenge opbouw, die weer aansluit bij de Zuid-Nederlandse portretteerkunst. Toch zijn de personages duidelijk op elkaar ingespeeld, waardoor het schilderij een zekere levendigheid uitstraalt.

#### Kleding en mode
Het schilderij munt uit door de nauwkeurigheid waarmee de stoffen en andere details zijn weergegeven. Rubens had veel aandacht voor kleding, houding en etiquette. De kleding zelf is exemplarisch voor de mode uit die tijd: hij zet zichzelf neer als ambachtsman, zonder kraag, maar wel uitermate elegant en stijlvol, waarmee hij zijn burgerlijke welstand uitstraalt. Bij Isabella is nog wel de korsettering en de strakke halslijn van de toenmalige Spaanse mode terug te zien, maar een aantal details wijzen onmiskenbaar op een eigen keuze. Zo draagt ze geen stijve molenaarskraag of stugge gewaden die zo kenmerkend waren voor de Spaanse mode, maar een fijn afgewerkte jurk met een dynamische textuur van borduursels, rijkelijk kleurgebruik en een kanten kraag. Het zijn details die op te vatten zijn als een uiting van het zelfbewustzijn en onafhankelijkheid van rijke middenstanders en burgers tegenover de adel en het Spaanse heerschappij, die tot aan 1600 de toon aangaven. De exuberante kledij is op haar echter ook weer duidelijk anders in vergelijking tot de sobere Calvinistische kleding die in de zeventiende eeuw op veel werken van Hollandse meesters is te zien.

#### Huwelijkssymboliek
Het dubbelportret is waarschijnlijk gemaakt ter gelegenheid van het huwelijk tussen Rubens en Isabella, of in elk geval kort nadien. Hij voegde er nadrukkelijk een aantal symbolische en emblematische verwijzingen aan toe, die met name iets vertellen over de toen gangbare opvattingen over het huwelijk. Het paar is gezeten in een prieel met kamperfoelie, een plant die stond voor huwelijksliefde en emotionele stabiliteit. Rubens draagt een zwaard, ten teken van bescherming. Opmerkelijk is ook de opstelling van de beide personen. Hij zit half op een bankje, maar zijn vrouw zit lager, op de grond. Dit illustreert de "humilitas", de nederigheid van de vrouw, de ondergeschikte rol die ze inneemt in het huwelijk. De gepastheid van het huwelijk en de tevreden gelukzaligheid van de jonggehuwden, wordt weerspiegelt in het werk. Isabella's ogen sprankelen. Hun beider handen liggen op elkaar ("junctio dextrarum"), hetgeen aangeeft dat de huwelijksceremonie al moet hebben plaatsgevonden. Alles ademt aanzien en welstand uit.

#### Plaats in het oeuvre
Hoewel het hier gaat om een vroeg portret van Rubens, spreekt uit alles zijn buitengewone vakmanschap en meesterschap. Het werk wordt vaak beschouwd als zijn eerste grote, authentieke meesterwerk. Wat de stijl betreft, sluit het schilderij aan bij de meeste groepsportretten die Rubens in zijn Italiaanse en vroegste Antwerpse periode schilderde. Het werk heeft nog niet de triomfalistische, weelderige, bijna groteske kenmerken die zijn latere werken zouden typeren.

#### Details

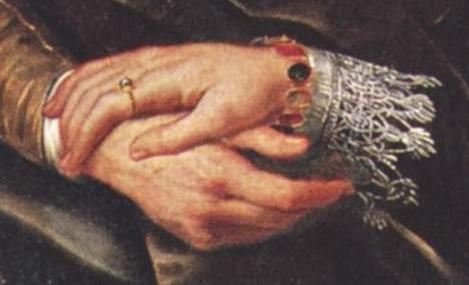
Junxtio dextrarum, de verbintenis van de handen: Rubens en zijn vrouw raken elkaars rechterhand aan.
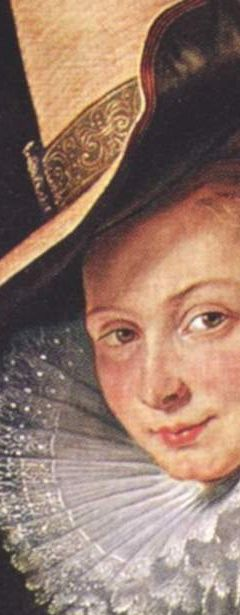
Close-up van Isabella, met de fijne kanten kraag en de directe, voor die tijd opvallend weinig afstandelijke blik in haar ogen.